# Marco Pigossi
Marco Fábio Maldonado Pigossi (ur. 1 lutego 1989 w São Paulo) – brazylijski aktor teatralny i filmowy.

## Kariera
Urodził się w São Paulo 1 lutego 1989 roku. W 2007 wystąpił w brazylijskim serialu Eterna magia. W kolejnych latach grał w szeregu brazylijskich seriali, m.in.: Queridos amigos, Caras & Bocas, Ti Ti Ti, Fina estampa, Gabriela, Sangue Bom, Boogie Oogie i A Força do Querer.  W 2017 wcielił się w rolę seryjnego mordercy w filmie Nazywają mnie śmierć w reżyserii Henrique Goldmana. W 2018 roku Pigossi wystąpił w australijskim serialu Tidelands.
W 2010 otrzymał Prêmio Extra de Televisão, w 2017 nagrody: Melhores do Ano, Prêmio F5 oraz Prêmio Contigo! Online dla najlepszego aktora serialowego, w 2018 Troféu Imprensa dla najlepszego aktora.